# Финьоле, Даниэль
Пьер-Эсташ Даниэль Финьоле (фр. Pierre-Eustache Daniel Fignolé; 11 ноября 1913, Пестель, Гаити — 27 августа 1986, Порт-о-Пренс, Гаити) — гаитянский общественный и государственный деятель, лидер Рабоче-крестьянского движения (1946—1957), исполняющий обязанности президента Гаити (май—июнь 1957 года). Смещён, арестован и выслан сторонниками Франсуа Дювалье, установившего диктаторский режим.

## Биография
Происходил из обедневшей семьи с либеральными традициями, его дед избирался сенатором. В 1927 г. переехал в Порт-о-Пренс, сумел получить качественное образование, зарабатывал на жизнь уроками для детей из обеспеченных семей.
В 1942 г. стал соучредителем либеральной газеты «Chantiers», на страницах которой критиковал правящую элиту, выступал с обоснованием необходимости реализации социальных программ, поддержки чернокожего большинства. В ответ президент Леско закрыл издание, запретил Финьоле преподавательскую деятельность и поставил его под надзор полиции. Однако, несмотря на гонения, Финьоле продолжал свою политическую деятельность и быстро стал популярен среди бедного рабочего класса Порт-о-Пренса как «Профессор», он часто выступал на спонтанных сходках, получивших название «woulos» («катки»).
Вскоре он возглавил Рабоче-крестьянское движение (Mouvement Ouvrier Paysan), ставшее наиболее организованной и массовой рабочей партией страны в эпоху, предшествовавшую правлению клана Дювалье. Как лидер партии он хотел выдвинуть свою кандидатуру на пост президента, однако в его возрасте, 33 года, это было запрещено гаитянской конституцией. За его политическую деятельность он подвергался избиениям и арестам.
После январской революции 1946 года избирался членом Палаты депутатов, в составе которой оставался до 1957 года. В августе-октябре 1946 года занимал пост министра образования и здравоохранения в администрации Дюмарсе Эстиме.
После отставки генерала Леона Кантава в мае 1957 года занял пост временного президента Гаити и готовился к участию в демократических выборах, но уже через три недели был заменен на Антонио Кебро. Хотя на посту главы государство Финьоле обещал проводить некоммунистическую реформистскую политику, аналогичную Новому курсу Франклина Рузвельта и был последовательным сторонником представительной демократии, однако американская администрация относилась к нему с крайним подозрением. 
Директор ЦРУ Аллен Даллес внушил президенту Эйзенхауэру, что Финьоле придерживается «отчётливо левой ориентации», а его политическая программа «сравнима с Советами». США отказались признавать его президентом, а на приёме в посольстве Франции в Вашингтоне президент Эйзенхауэр высказал опасение, что он станет новым Арбенсом, отсылая к примеру социал-демократического президента Гватемалы, свергнутого тремя годами ранее при активнейшем участии ЦРУ. Спустя 19 дней после вступления в должность гаитянские военные при поддержке США ворвались в президентский дворец и под дулом пистолета вынудили политика подписать заявление об отставке.
Находясь в эмиграции в Нью-Йорке, он обвинил Франсуа Дювалье в государственном перевороте, однако его слова были проигнорированы международной общественностью, а его сторонники из числа бедняков расстреляны военным режимом Антонио Кебро.
В 1986 году, после падения режима Жан-Клода Дювалье, политик вернулся на родину, однако всего несколько месяцев спустя скончался от рака простаты.